# Sebevražedný bombový útok v Qalandar Khil
Sebevražedný bombový útok v Qalandar Khil se odehrál 8. července 2014 7:45 místního času ve vesnici Qalandar Khil vzdálené asi pět kilometrů od letecké základny Bagrám v afghánské provincii Parván. Cílem útoku byli příslušníci misie ISAF Severoatlantické aliance, kteří jeli místo prověřit poté, co z něj byla před dvěma dny vypálena raketa směrem na základnu. Výbuch zabil celkem 18 lidí, šest vojáků NATO, dva místní policisty a deset civilistů včetně dětí. Bezprostředně při útoku byli zabiti čtyři čeští vojáci, pátý byl vážně zraněn a později následkům podlehl. Šlo tak největší jednorázovou ztrátu české armády, nejen během války v Afghánistánu, ale také všech zahraničních misí od roku 1993. Podle mluvčího Tálibánu Zabiulláha Mudžáhida útok provedl muž jménem Abdulláh Gaznáví, který výbušninu přivezl na kole.